# Thomas Watson (Dichter)

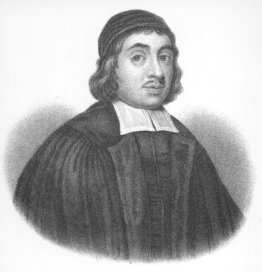
Thomas Watson

Thomas Watson (* um 1557; † 1592) war ein englischer Dichter des elisabethanischen Zeitalters.

## Leben und Werk
Watson studierte wahrscheinlich an der Universität Oxford und war Jurastudent in London. Er verbrachte einige Zeit im Ausland und genoss als junger Mann großes Ansehen als Dichter in lateinischer Sprache.
Sein De remedio amoris, das als sein frühestes Werk gilt, ist verloren gegangen. Seine früheste Veröffentlichung 1581, die als eine lateinische Übersetzung der Antigone von Sophokles überlebt hat, ist Philip Howard, 20th Earl of Arundel gewidmet.
Im Jahr 1582 taucht er zum ersten Mal als ein englischer Dichter in Versen auf, die George Whetstones Heptameron vorangestellt waren. In seinem bereits bedeutenderen Werk The Ekatompathia or Passionate Centurie of Love, das Edward de Vere, 17th Earl of Oxford gewidmet war, (der die Gedichte im Manuskript gelesen und Watson ermutigt hatte, sie zu veröffentlichen) handelt es sich um eine Sammlung bzw. einen Zyklus von hundert Gedichten, die klassische französische und italienische Gedichte widerspiegeln und teilweise Übersetzungen darstellen. Die Besonderheit dieser Gedichte besteht darin, dass sie, obwohl sie in Sonettform erscheinen, in Dreiergruppen gewöhnlicher Sechs-Zeilen-Stanzas geschrieben sind und jeweils 18 Zeilen aufweisen.
Zu seinen Freunden zählten Matthew Royden († 1622) und George Peele. 1585 veröffentlichte er seine ersten in Latein gehaltenen Verse Amyntas, eleven days of the shepherd's mourning for the death of his lover, Phyllis. Watsons Epos wurde von Abraham Fraunce 1587 ins Englische übersetzt. Obwohl man oft eine Beziehung zu Torquatos Aminta vermutet hat, scheint es diese nicht gegeben zu haben. Die Vermutung kam zustande, weil bei der vierten Auflage der englischen Version 1591 Fraunce auch seine eigene Übersetzung von Tassos Werk druckte. Watson wurde zu dieser Zeit, wie es die früheste Quelle über Watson von Thomas Nashe 1589 und später von anderen (George Peele, Gabriel Harvey, Barnfield, Meres, Allot, Edmund Spenser u. a.) belegen, als der beste lateinische Dichter Englands betrachtet. 1590 veröffentlichte er in englischen und lateinischen Versen sein Meliboeus, einen Elegie auf den Tod von Sir Francis Walsingham und eine Sammlung italienischer Madrigale überwiegend von Luca Marenzio mit englischen Gedichten von Watson und zwei anderen, und Kompositions-Arrangements von William Byrd.
Eine Quelle belegt, dass er am 18. September 1589 intervenierte, als Christopher Marlowe in eine Auseinandersetzung mit William Bradley in Hog Lane, im Pfarrbezirk von St. Giles Without Cripplegate geriet. Dabei tötete Watson, der von Bradley angegriffen wurde, diesen in Notwehr. Thomas Watson und Christopher Marlowe, beide von Norton Folgate, Middlesex, wurden verhaftet und Watson etwa sechs Monate in Newgate wegen Mordverdacht festgehalten.
Von seinem sonstigen Werdegang ist wenig bekannt, bis auf die Tatsache, dass er am 26. September 1592 in der Kirche von St. Bartholomew the Less beerdigt wurde und kurz darauf sein zweites lateinisches Epos „Amintae Gaudia“ erschien, mit einer Widmung an den Verstorbenen Thomas Watson von Christopher Marlowe am 10. November 1592. Im folgenden Jahr erschien sein letztes Buch The Tears of Fancie, or Love Disdained (1593), posthum unter den Initialen T.W. Dabei handelt es sich um eine Sammlung von 60 14-zeiligen Sonetten. Man nimmt an, dass Spenser in Colin Clouts Come Home Again auf den Tod Watsons anspielt.
Francis Meres erwähnt ihn zusammen mit Shakespeare, Peele und Marlowe unter „the best for tragedie“, aber bis auf seine lateinischen Übersetzungen ist von ihm kein dramatisches Werk erhalten bzw. bekannt geblieben. Es scheint sicher, dass er zu Lebzeiten als anerkannter Dichter galt und dass er einen Einfluss auf den jugendlichen Shakespeare gehabt hat. Er gehörte nach Wyat und Henry Howard, Earl of Surrey zu den ersten, der die Lyrik von Francesco Petrarca in die englische Dichtkunst einführte. Er muss ein großer Kenner der italienischen, französischen und griechischen Literatur gewesen sein.